# 赵家璧
赵家璧（1908年—1997年），笔名筱延，男，江苏松江（今属上海）人，中国翻译家、出版家，曾任中国出版工作者协会副主席，中国摄影学会常务理事。